# イリドウイルス科
イリドウイルス科（Family Iridoviridae）とは、直径125-300nmの正二十面体構造のカプシドを持ち、線状の2本鎖DNAをゲノムとするDNAウイルスの一科。

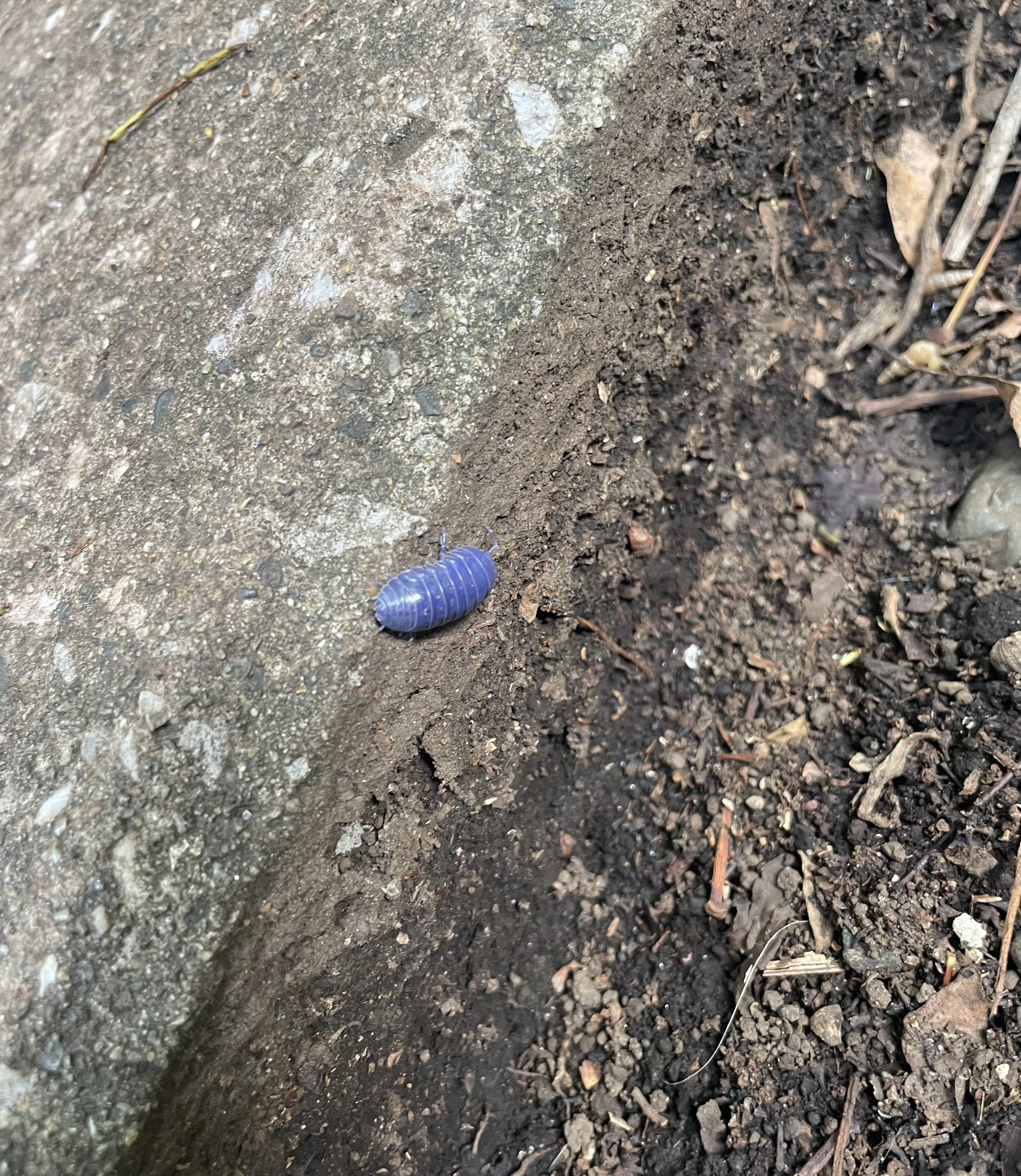
イリドウイルスに感染し、体全体が青くなっているオカダンゴムシArmadillidium vulgare

イリドウイルス科の多くのウイルス種はエンベロープを持たないが、いくつかのウイルス種はエンベロープを持つ。なお、脊椎動物に感染するイリドウイルス科のウイルスのエンベロープは感染に必須のものではない。ウイルスの核酸の合成は宿主細胞の核内で行われ、ウイルス粒子の組み立ては細胞質内で行われる。細胞質内封入体を形成する。
アスファウイルス科のアフリカ豚熱ウイルスは、かつてはイリドウイルス科に分類されていた。
ダンゴムシがイリドウイルスに感染すると体が青くなることが知られている。
なお、ダンゴムシに感染する種類のイリドウイルスは、人間には感染しない。

## 分類
- Genus Ranavirus
  - カエルウイルス3（frog virus 3）
  - 流行性造血器壊死ウイルス（epizootic haematopoietic necrosis virus）
  - ヨーロッパナマズウイルス（European catfish virus）
- Genus Lymphocystivirus
  - ヒラメリンホシスチス病ウイルス（lymphocystis disease virus 1）
  - コガレイリンホシスチス病ウイルス（lymphocystis disease virus 2）
- Genus Megalocytivirus
  - 伝染性脾臓腎臓壊死ウイルス（infectious spleen and kidney necrosis virus）